# Excelsior (carro armato)
L'A33 Excelsior fu un carro armato pesante sperimentale britannico basato sull'Mk VIII Cromwell e sviluppato durante la seconda guerra mondiale, quando sorsero dei dubbi riguardo alle prestazioni dell'Mk IV Churchill.

## Sviluppo
Dopo il fallimento del Raid su Dieppe dell'agosto del 1942, iniziarono a sorgere dei dubbi riguardo al carro armato Churchill: si temeva che esso non fosse all'altezza delle aspettative per cui era stato progettato. Fu dunque deciso di incominciare la progettazione di un nuovo carro pesantemente corazzato che combinasse i ruoli di mezzo da supporto per fanteria e carro incrociatore.
La English Electric costruì due prototipi su altrettanti scafi di Mk VIII Cromwell. Il primo montava le sospensioni del carro americano M6, mentre il secondo aveva quasi i medesimi cingoli del Cromwell, poiché essi erano leggermente più larghi rispetto alla versione originale. Entrambi i mezzi erano dotati di una corazzatura più spessa e di un cannone Ordnance QF 75 mm. Quando, però, i problemi dei primi modelli di Churchill furono risolti, il progetto fu cancellato.

## Esemplari esistenti
Il secondo veicolo è tuttora visibile al Bovington Tank Museum, nel Dorset, in Gran Bretagna.